# Soreng (Distrikt)
Der Distrikt Soreng (Nepali सोरेङ जिल्ला) ist ein Distrikt im nordindischen Bundesstaat Sikkim. Verwaltungssitz ist die namensgebende Stadt Soreng. Der Distrikt wurde 2021 gebildet.

## Lage und Klima

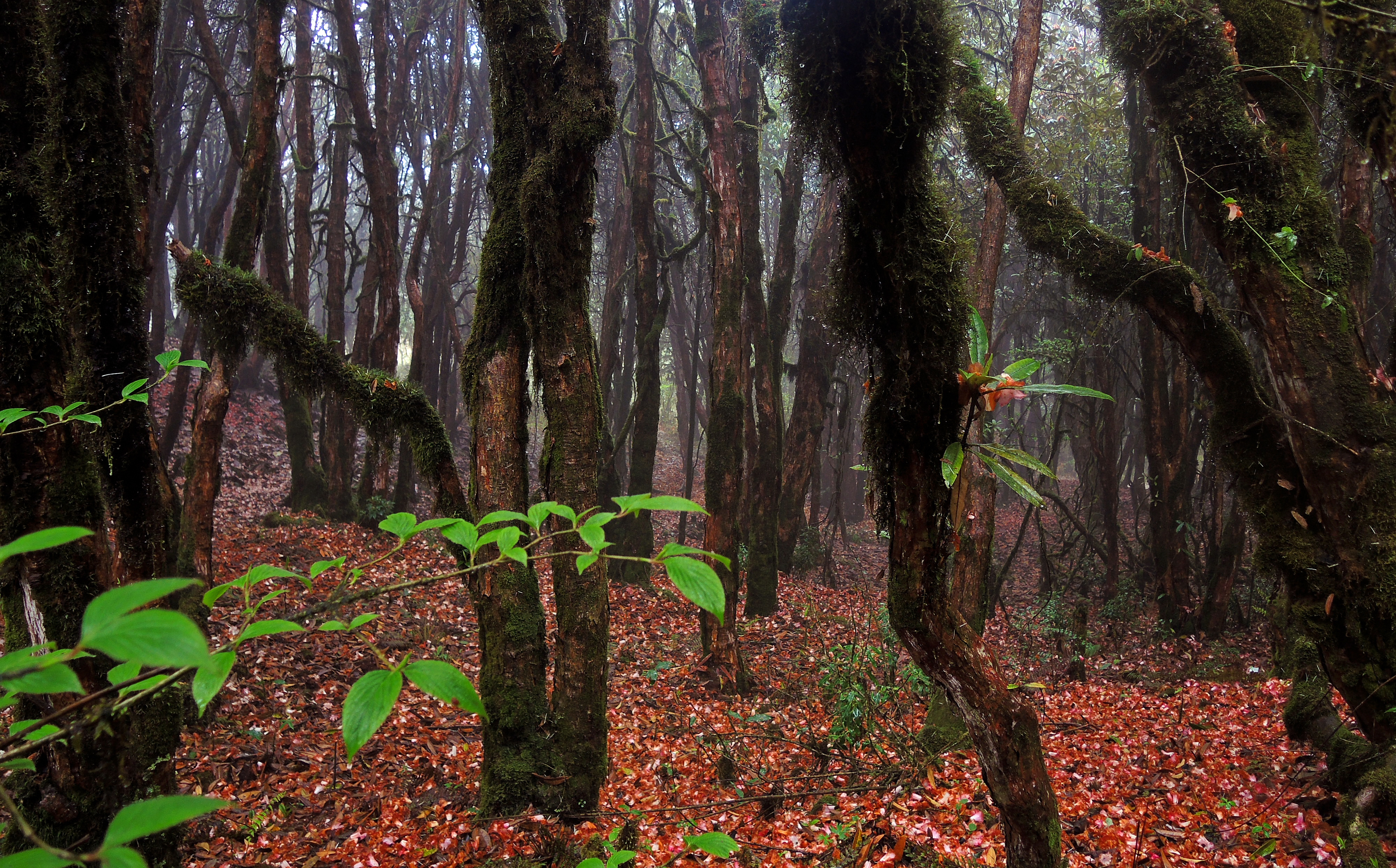
Im Barsey-Rhododendron-Reservat

Der Distrikt liegt im Südwesten Sikkims und ist mit 362,28 km² (nach anderen Angaben 293,22 km²) der flächenmäßig kleinste der sechs Distrikte Sikkims. Im Westen grenzt er an Nepal, im Norden an den Distrikt Geyzing (oder Gyalshing), im Osten an den Distrikt Namchi (alle in Sikkim) und im Süden an den Distrikt Darjeeling von Westbengalen. Die natürlichen Grenzen werden zum Teil durch Flussläufe markiert: im Westen und Süden durch den Fluss Ramman und im  Osten durch den Fluss Ranjit. Die Höhe über dem Meeresspiegel variiert zwischen 500 und 2600 Metern. Große Teile des Distrikts sind von Wald bedeckt.
Das Klima ist gemäßigt warm und regenreich mit monatlichen Maximaltemperaturen zwischen 17 und 27 °C und Minimaltemperaturen zwischen 0 und 21 °C. Es gibt drei Jahreszeiten: den Sommer von April bis Juni, die Regenzeit (Zeit des Südwestmonsuns) von Juli bis September und den Winter von Oktober bis März. Der Jahresniederschlag liegt bei etwa 1625 mm.

## Geschichte
Der Distrikt wurde im Rahmen einer Verwaltungsreorganisation Sikkims aus der Subdivision Soreng des vormaligen Distrikts West Sikkim am 13. Dezember 2021 neu gebildet. Der verbliebene restliche Distrikt West Sikkim wurde gleichzeitig in Distrikt Geyzing umbenannt. Am 8. April 2022 weihte Chief Minister Prem Singh Tamang das Distrikt-Verwaltungszentrum in Soreng ein und erklärte, dass mit der Schaffung des neuen Distrikts ein lange gehegter Wunsch der Bevölkerung in Erfüllung gegangen sei.

## Bevölkerung
Nach der Volkszählung 2011 hatte der spätere Distrikt (die damalige Division) 63.525 Einwohner (32.405 männlich, 31.120 weiblich). Siedlungen städtischen Charakters gab es nicht. Der Sitz der Distriktverwaltung Soreng zählte 3.818 Einwohner. 2.463 Personen zählten zu den registrierten unterprivilegierten Kasten (scheduled castes) und 25.789 zur registrierten indigenen Bevölkerung (scheduled tribes). 43.943 Personen (24.117 männlich, 19.826 weiblich) konnten lesen und schreiben. Die Alphabetisierungsrate (> 6 Jahre) lag bei 77,46 % (männlich 83,27 %, weiblich 71,41 %).

## Verwaltungsgliederung
Der Distrikt ist in die zwei Subdivisionen Soreng und Mangalbarey eingeteilt, die wiederum in sechs Blocks und 36 Dörfer und Gram Panchayats untergliedert sind. Der Hauptort Soreng, der bei der Volkszählung 2011 noch als „Dorf“ galt, hat mittlerweile den Status eines Nagar Panchayats.

## Besonderheiten
Hauptattraktion im Distrikt ist die Natur. Im Westen des Distrikts, im Singalila-Gebirge befindet sich das 1998 eingerichtete 104 km² große Barsey-Rhododendron-Reservat, das für seine Rhododendren-Flora und auch seinen Vogelreichtum bekannt ist.